# Schoenoplectus uzenensis
Schoenoplectus uzenensis är en halvgräsart som först beskrevs av Jisaburo Ohwi och Tetsuo Michael Koyama, och fick sitt nu gällande namn av Eisuke Hayasaka och Hiroyoshi Ohashi. Schoenoplectus uzenensis ingår i släktet sävsläktet, och familjen halvgräs. Inga underarter finns listade i Catalogue of Life.